# Aequipecten tehuelchus

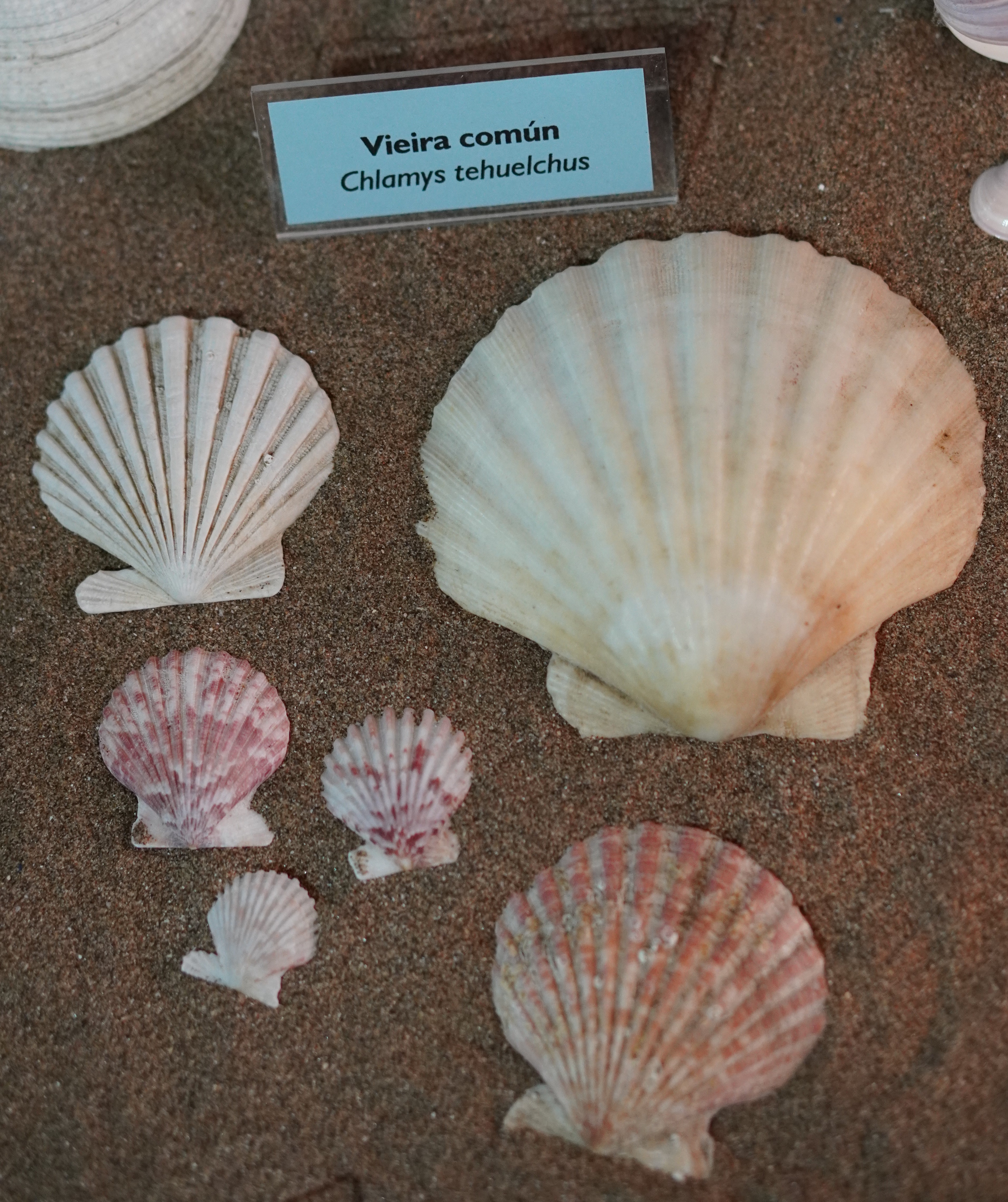
Ejemplares de Aequipecten tehuelchus en el Museo de Ciencias Naturales “Dr. José Squadrone” de Necochea, Argentina.

Aequipecten tehuelchus es una especie de molusco bivalvo marino, de la familia Pectinidae, cuya distribución se extiende desde Río de Janeiro en Brasil hasta el Golfo San José en Argentina.

## Descripción
Las valvas suelen medir entre 40 y 70 mm, y se caracterizan por presentar entre 14 y 19 costillas radiales, prominentes, relativamente redondeadas en sección transversal. Cada una de ellas presenta tres cordones longitudinales escamosos. Los surcos intercostales son profundos y casi tan anchos como las costillas, y están a su vez recorridos por tres hileras de escamas más pequeñas.

## Hábitat
Vive en fondos arenosos hasta los 130 metros de profundidad.

## Reproducción
La especie es hermafrodita simultánea, iterópata, cuyo desarrollo gonadal está condicionado por la temperatura del ambiente. Desova por primera vez a la edad de un año.